# 결혼사기
결혼사기(結婚詐欺)는 결혼을 하겠다고 속이고 결혼 상대자로부터 재산을 갈취하는 사기.
대한민국에서 결혼사기를 별도로 규정한 법조항은 없고 형법에서 규정한 사기죄에 의하여 형사처벌받는다.

## 대한민국에서 결혼사기를 규정한 법조항
형법
제347조(사기) 
①사람을 기망하여 재물의 교부를 받거나 재산상의 이익을 취득한 자는 10년 이하의 징역 또는 2천만원 이하의 벌금에 처한다.<개정 1995.12.29>
②전항의 방법으로 제삼자로 하여금 재물의 교부를 받게 하거나 재산상의 이익을 취득하게 한 때에도 전항의 형과 같다.
제351조(상습범) 
상습으로 제347조 내지 전조의 죄를 범한 자는 그 죄에 정한 형의 2분의 1까지 가중한다.
제352조(미수범) 
제347조 내지 제348조의2, 제350조, 제350조의2와 제351조의 미수범은 처벌한다.
<개정 2016.1.6>
[전문개정 1995.12.29.] 
제353조(자격정지의 병과) 
본장의 죄에는 10년 이하의 자격정지를 병과할 수 있다.